# E (matematička konstanta)
Matematička konstanta {\displaystyle e}, još nazvan i Eulerov broj ili Napierova konstanta, je baza prirodnog logaritma i jedan je od najznačajnijih brojeva u suvremenoj matematici, pored neutralnih elemenata za zbrajanje i množenje, 0 i 1, imaginarne jedinice i i broja pi. Osim što je iracionalan (dakle, realan), ovaj broj je još i transcendentan. Do tridesetog decimalnog mjesta, ovaj broj iznosi:
{\displaystyle e} ≈ 2.71828 18284 59045 23536 02874 71352 34678 2376732 6727 267 274728 3 39^˘654... 

Konstanta {\displaystyle e} se može definirati kao:
1. Limes niza brojeva 
{\displaystyle e=\lim _{n\to \infty }\left(1+{\frac {1}{n}}\right)^{n}}
2. Suma beskonačnog niza:
{\displaystyle e=\sum _{n=0}^{\infty }{\frac {1}{n!}}={\frac {1}{0!}}+{\frac {1}{1!}}+{\frac {1}{2!}}+{\frac {1}{3!}}+{\frac {1}{4!}}+\cdots }
gdje je  n!, n faktorijel .
3. Pozitivna vrijednost koja zadovoljava sljedeću jednadžbu :
{\displaystyle \int _{1}^{e}{\frac {1}{x}}\,dx={1}}

istovjetnost između ova tri slučaja dokazanа.
4. Ovaj broj se sreće i kao dio Eulerovog identitetа:
{\displaystyle e^{\mathrm {i} \cdot \pi }=-1}

## Veza s polinomima
- Ako je {\displaystyle P(x)} polinom stupnja {\displaystyle n}, onda  vrijedi {\displaystyle \int P(x)e^{x}\,dx=[P'(x)-P''(x)+...\pm P^{(n)}(x)]e^{x}.} jer je {\displaystyle {\frac {d}{dx}}P^{(n+1)}(x)=0}.

## Motivacija
Kod linearnih funkcija oblika {\displaystyle y=ax+b} prirast vrijednosti funkcije po prirastu ulazne vrijednosti je konstantan i iznosi {\displaystyle a,} tj. {\displaystyle {\frac {dy}{dx}}=a.}
Kod polinomnih funkcija, tj. funkcija oblika {\displaystyle y=a_{n}\cdot x^{n}+a_{n-1}\cdot x^{n-1}+...+1} rast se mijenja, tj. postoji funkcija koja opisuje promjenu vrijednosti (ili nagiba tangente u svakoj točki krivulje) prvobitne funkcije. Ta nova funkcija naziva se derivacija.
Kod transcedentih (nealgebarskih - prelaze granice 4 osnovne računske operacije) funkcija nagib je osobito važan, rast je eksponencijalan. Primjerice, kod funkcije {\displaystyle f(x)=2^{x}} lako se može računalnim programom ustvrditi da je graf njene derivacije vrlo sličan, ali uvijek (za sve elemente iz njene domene) nešto niži. Njena derivacija je približno jednaka {\displaystyle f'(x)=0.693\cdot 2^{x}.} Ipak, za (i jedino za) jediničan prirast ulazne vrijednosti rast izlazne je točno jednak {\displaystyle 2^{x}.} To se lako dokaže: {\displaystyle {\frac {2^{x+1}-2^{x}}{1}}=2^{x}\iff 2^{x+1}=2\cdot 2^{x}=2^{x+1}} (to je jedina funkcija za koju to vrijedi). 
Sada se nameće pitanje: postoji li eksponencijalna funkcija {\displaystyle f(x)=a^{x}}
za koju vrijedi da za beskonačno mali prirast {\displaystyle dx} je prirast {\displaystyle dy} točno jednak {\displaystyle a^{x}.} 
Odgovor na ovo pitanje nije teško naći. Neka je {\displaystyle dx=h\rightarrow 0.}
Pitamo se za koji {\displaystyle a} je {\displaystyle {\frac {a^{x+h}-a^{x}}{h}}=a^{x}.} Računamo: {\displaystyle a^{x+h}-a^{x}=h\cdot a^{x}\iff a^{x+h}=a^{x}(h+1),} odakle je {\displaystyle a^{h}=h+1,} pa dobivamo poznati limes {\displaystyle a=(1+h)^{\frac {1}{h}}.} Dokazuje se da je taj limes (kada {\displaystyle h\rightarrow 0}) jednak {\displaystyle 2.718281...} i nazivamo ga Eulerovim brojem i označavamo s {\displaystyle e.}

## Povezanost s kompleksnim brojevima
Gornji limes može se zapisati i kao {\displaystyle e=(1+{\frac {1}{n}})^{n}),n\rightarrow \infty .} Poznato je da vrijedi {\displaystyle e^{x}=(1+{\frac {x}{n}})^{n},n\rightarrow \infty .}
Definicija imaginarnog eksponenta. Neka je {\displaystyle x\in \mathbb {R} .} Definiramo {\displaystyle e^{xi}=(1+{\frac {xi}{n}})^{n},\rightarrow \infty .} S drugačijim prikazom {\displaystyle e^{x}} dobiva se poznata Eulerova formula {\displaystyle e^{xi}=\cos {x}+i\sin {x}.} Ovdje ćemo na "originalnoj" definiji broja {\displaystyle e} pikazati zašto formula vrijedi.
Množenje kompleksnih brojeva {\displaystyle (a,b)\cdot (c,d)} svodi se na množenje njihovih modula i zbrajanja priklonih kutova pa ako stavimo {\displaystyle (u+vi)^{n},u,v\in \mathbb {R} } vidimo da dobivamo spiralu.  
Objasnit ćemo Eulerov identitet, kada je {\displaystyle x=\pi .}
Vratimo se na limes {\displaystyle e^{\pi \cdot i}=(1+{\frac {\pi }{n}}i)^{n}.} Očito se radi o kompleksnom broju {\displaystyle 1+{\frac {\pi }{n}}i} kojeg uzastopno množimo sa samim sobom, baš kao u prošlom primjeru. Kako {\displaystyle n\rightarrow \infty ,} vidimo da se naš broj vertikalnk približava apscisi. Ako primotrimo luk jedinične kružnice sa središtem u ishodištu omeđen apscisom i pravcem {\displaystyle y={\frac {\pi }{n}}} vidimo da je uvijek kraći od "visine" našeg kompleksnog broja. No, {\displaystyle n} se povećava pa se razlika smanjuje, tj. prikloni kut postaje {\displaystyle {\frac {\pi }{n}}} radijana te se magnituda približava broju {\displaystyle 1.} Dakle, {\displaystyle (1+{\frac {\pi }{n}})^{n},n\rightarrow \infty } svodi se na potenciranje magnitude (koja teži u {\displaystyle 1}) i n-terostrukog zbrajanja kutova (koji približno iznose {\displaystyle {\frac {\pi }{n}}} radijana) što nas po kružnoj putanji ({\displaystyle r\rightarrow 1}) dovodi u točku {\displaystyle (-1,0).} To dokazuje, prema mnogima najljepšu "formulu" u matematici, {\displaystyle e^{\pi \cdot i}=-1.}